# Phyllopidea
Phyllopidea is een geslacht van wantsen uit de familie van de Miridae (Blindwantsen). Het geslacht werd voor het eerst wetenschappelijk beschreven door Knight in 1919.

## Soorten
Het genus bevat de volgende soorten:

- Phyllopidea hirta (Van Duzee, 1916)
- Phyllopidea montana Knight, 1968
- Phyllopidea picta (Uhler, 1893)
- Phyllopidea utahensis Knight, 1968